# Диво (фільм, 2011)
«Диво» (яп. 奇跡, Кісекі, також «Я бажаю») — японський фільм 2011 року режисера та сценариста Хірокадзу Корееди. Стрічка розповідає про двох братів, які після розлучення батьків живуть у різних містах і хочуть знову бути разом.

## У ролях
- Кьокі Маеда — Коіті, старший брат
- Осіро Маеда — Рюноске, молодший брат
- Нене Оцука — Нодзомі, матір
- Дзьо Одагірі — Кендзі, батько
- Кірін Кікі — Хідеко, бабуся
- Ісао Хасідзуме — Сюкіті, дідусь
- Кара Утіда — Меґумі
- Канна Хасімото — Канна
- Сейноске Нагайосі — Макото
- Рьога Хаясіи — Тасуку
- Ренто Ісобе — Ренто
- Юі Нацукава — Кьоко, матір Меґумі
- Хіросі Абе — вчетель Сакаґамі
- Масамі Нагасава — вчителька Мімура
- Йосіо Харада — Ватару, друг дідуся

## Критика
«Диво» кінокритики оцінили в цілому схвально. На сайті Rotten Tomatoes фільм має рейтинг 93%, заснований на 73 відгуках. На Metacritic середній бал складає 80 зі 100, на основі 22 рецензій.

## Нагороди
| Премія                                     | Категорія               | Номінант          | Результат | Пр.   |
| ------------------------------------------ | ----------------------- | ----------------- | --------- | ----- |
| Азійська кінопремія                        | Найкращий дебютант      | Осіро Маеда       | Номінація | [ 4 ] |
| Азіатсько-тихоокеанська кінопремія         | Найкращий дитячий фільм | «Диво»            | Номінація | [ 5 ] |
| Азіатсько-тихоокеанський кінофестиваль     | Найкращий режисер       | Хірокадзу Корееда | Перемога  | [ 6 ] |
| Азіатсько-тихоокеанський кінофестиваль     | Найкращий фільм         | «Диво»            | Номінація | [ 6 ] |
| Міжнародний кінофестиваль у Сан-Себастьяні | Найкращий сценарій      | Хірокадзу Корееда | Перемога  | [ 7 ] |